# Eutelisca metalliscapa
Eutelisca metalliscapa is een vliesvleugelig insect uit de familie Pteromalidae. De wetenschappelijke naam is voor het eerst geldig gepubliceerd in 1997 door Heydon.